# Stanisław Sitowicz
Stanisław Mikołaj Sitowicz (ur. 10 października 1899 w Warszawie, zm. 17 kwietnia 1976 tamże) – żołnierz armii rosyjskiej, Legionów Polskich i starszy sierżant Wojska Polskiego II RP. Uczestnik I wojny światowej i wojny polsko-bolszewickiej. Kawaler Orderu Virtuti Militari.

## Życiorys
Urodził się 10 października 1899 w rodzinie Teofila i Antoniny z d. Górecka. W 1914, podczas nauki w gimnazjum wstąpił do armii rosyjskiej. Od 1916 w szeregach POW. Zatrzymany przez władze niemieckie, zbiegł z aresztu. Wstąpił do 4 pułku piechoty LP. Został ponownie aresztowany za agitację przeciw składaniu przysięgi i ponownie udało mu się uciec. Od listopada 1918 w odrodzonym Wojsku Polskim w szeregach 3 kompanii, I batalionu 4 pułku piechoty. Brał udział w walkach obrony Lwowa.
Szczególnie odznaczył się w walce pod Pietkowem podczas której „z jedną sekcją przez 2 godziny wytrwał na posterunku, mimo rany i straty 3 ludzi. Wycofał się dopiero na rozkaz i dopiero po połączeniu z kompanią pojechał do szpitala”. Za tę postawę został odznaczony Orderem Virtuti Militari.
W styczniu 1921 przydzielony do sekcji mobilizacyjnej Sztabu Generalnego. Następnie służył też w 54 pułku piechoty i w Korpusie Ochrony Pogranicza. W 1932 był podoficerem Batalionu KOP „Skałat”. Jako inwalida wojenny od 1936 w stanie spoczynku. Podczas II wojny światowej działał w konspiracji. Zmarł w Warszawie, pochowany na cmentarzu Bródnowskim (kwatera 81B-6-5).

## Życie prywatne
Dwukrotnie żonaty: ze Stefanią Barylską (zm. 1940) i Marią Mazur (od 1942). Pięcioro dzieci.

## Ordery i odznaczenia
- Krzyż Srebrny Orderu Wojskowego Virtuti Militari nr 275[1]
- Krzyż Niepodległości[1] – 15 kwietnia 1932 „za pracę w dziele odzyskania niepodległości”[5]
- Krzyż Walecznych – dwukrotnie[1]